# Sugar Hill (New Hampshire)
Sugar Hill ist der Name einer Town im Grafton County von New Hampshire, einem der Neuenglandstaaten der USA. Sugar Hill, benannt nach dem mit Zuckerahornbäumen bestandenen Hügel, auf dem die Siedlung entstand, war nach dessen Gründung im Jahr 1763 Teil von Lisbon. Das U.S. Census Bureau hat bei der Volkszählung 2020 eine Einwohnerzahl von 647 ermittelt. Hier wurde die erste Skischule der USA eingerichtet und der ersten Seilschlepplift in New Hampshire gebaut. 1962 wurde Sugar Hill unabhängige Gemeinde.

## Geographie

### Lage
Sugar Hill liegt im Norden von Grafton County am Westrand der White Mountains.

### Nachbargemeinden
Angrenzend liegen im Norden Bethlehem, im Osten Franconia, im Süden Landaff und Easton und im Westen Lisbon.

### Gemeindegliederung
Einzige Ortslage ist Sugar Hill an der Straße von Lisbon nach Franconia.

### Berge
Die höchste Erhebung in Sugar Hill ist der Bronson Hill mit 630 Metern. Weitere Erhebungen sind der Garnet und der Ore Hill, beide um 2000 Fuß hoch und benannt nach den jeweils abgebauten Rohstoffen, Granat und Eisenerz. Letzteres wurde in Franconia verhüttet.

### Gewässer
Der größte Teil von Sugar Hill entwässert über den Salmon Hole Brook zum Ammonoosuc River in Lisbon. Im Norden wird das Gemeindegebiet vom Gale River durchflossen.

## Geschichte
Sugar Hill entstand als eigenständige Gemeinde im Jahr 1962. Damit ist es die jüngste unabhängige Town in New Hampshire. Eine Ursache für die Sezession war die Einrichtung eines separaten Wahlbezirkes. Zu den weiteren Gründen gehörte die nach Ansicht der Einwohner unzulängliche Feuerwehr, die zur Brandbekämpfung jeweils aus Lisbon anrücken musste. Die Feuerwehr von Sugar Hill wurde 1948 gegründet, nachdem das Schulhaus abgebrannt war. Dieser Brand war mitursächlich für die Abspaltungsbemühungen. Als Teil von Lisbon bestand Sugar Hill seit dem späten 18. Jahrhundert. Der erste Siedler kam 1778 oder früher. In diesem Jahr pflanzte er einen Apfelbaum, der über hundert Jahre lang stand. Zu den frühen Gewerbegebieten in Sugar Hill gehörte eine 1796 eingerichtete Gerberei. Ein anderer Siedler stellte Sensenstiele her.
Nördlich der Ortslage entstand das erste große Sommerhotel Lisbons, das Goodnow House für 300 Gäste. In dessen Nähe entstand vor 1886 das Phillips House für 100 Gäste, und als drittes der großen Häuser Lisbons näher am Ort Sugar Hill im Jahr 1879 das Sunset House. Die Anreise war ab 1853 über die Bahnstation Sugar Hill möglich, die nur im Sommer betrieben wurde. Ein weiteres Haus war Peckett’s on Sugar Hill. Hier wurde 1929 die erste Skischule für Abfahrtslauf in den Vereinigten Staaten angeboten. Die Arlberg-Technik unterrichteten zwei Skilehrer, einer davon Herzog Dimitri von Leuchtenberg. Der andere war im ersten Jahr Herman Glatfelder. Ihm folgte in den Jahren danach der österreichische Skiläufer und -lehrer Sig Buchmayr. Sugar Hill nimmt für sich in Anspruch, den ersten Seilschlepplift in New Hampshire gehabt zu haben.

### Bevölkerungsentwicklung
| Jahr      | 1970 | 1980 | 1990 | 2000 | 2010 | 2020 | 2030 | 2040 | 2050 | 2060 |
| --------- | ---- | ---- | ---- | ---- | ---- | ---- | ---- | ---- | ---- | ---- |
| Einwohner | 336  | 397  | 454  | 564  | 563  | 647  |      |      |      |      |

## Wirtschaft und Infrastruktur

### Öffentliche Einrichtungen
Sugar Hill hat eine gemeindeeigene Polizei, deren Angestellte in Vollzeit tätig sind, eine Freiwillige Feuerwehr und ebenso organisierte medizinische Notversorgung. Das nächstgelegene Krankenhaus ist das Littleton Regional Hospital in Littleton. Wasserver- und Abwasserentsorgung erfolgen privat über Brunnen und Abwassertanks. Müll wird bei Abgabe nach anfallender Menge berechnet, Abgabe von Reststoffen zum Recycling ist freiwillig. In Lisbon gibt es eine öffentliche Bibliothek, die Richardson Memorial Library, und eine Kinderbetreuungseinrichtung. Schulbesuch erfolgt bis zum Abschluss der 6. Klasse im Lafayette Regional Schulverbund (Easton, Franconia, Sugar Hill), weiterführende Schulen gehören zum Profile Schulverbund (neben vorgenannten Bethlehem).

### Verkehr
Durch Sugar Hill führt in ost-westlicher Richtung die New Hampshire Route NH-117 von Franconia nach Lisbon. Eine nicht nummerierte Verbindungsstraße führt nach Easton. Entlang des Gale River verlaufen die NH-18 und NH-116. In Franconia gibt es eine Landepiste mit Grasbahn, die nächstgelegene Asphaltpiste hat der Dean Memorial Airport in Haverhill. Nächstgelegener Flughafen ist der Lebanon Municipal Airport in Lebanon, gut 100 Kilometer entfernt. Der Personenverkehr auf der Bahnstrecke, die am Gebiet von Sugar Hill vorbei führte, wurde im Jahr 1961 noch vor der Unabhängigkeit von Lisbon eingestellt.

## Personen
- Bette Davis (1908–1989), Schauspielerin, Sommerhausbesitzerin in Sugar Hill